# Long and Lonesome Road
"Long and Lonesome Road" is een nummer van de Nederlandse popgroep Shocking Blue uit 1969.
Het nummer is geschreven door de vast schrijver en gitarist van de band, Robbie van Leeuwen. Het werd een bescheiden hit in Nederland in het voorjaar van 1969; het nummer stond zeven weken in de Nederlandse Top 40 met een 17e positie als hoogste plaats. In de Top 100 Allertijden van 1970 stond het nummer op de tiende plek.